# František Kermer
František Kermer, psán též Kerner, Kherner, Körner, křestní jméno Franz (1710? Žatec – 12. března 1786 Hradec Králové) byl architekt a stavitel.

## Život
Narodil se asi roku 1710 v Žatci, kde se mohl seznámit s pracemi významného žateckého stavitele Josefa Antonína Gentsche (Jentsche). Později přišel do styku s dílem Kiliana Ignáce Dientzenhofera, které jeho tvorbu výrazně poznamenalo. Do Hradce Králové přišel snad ve 30 letech, ale bezpečně je tu doložen až roku 1743 už jako zkušený stavitel a starší cechu.
Od počátku své kariéry v Hradci byl Kermer aktivní nejprve osobní činností v cechu, později v letech přeměny Hradce v pevnost účastí v komisích pro stavby v Hradci i v Josefově, v nichž zastupoval městské zájmy v opozici proti nové vojenské vrchnosti. Spolu s městem bojoval o zachování starých práv – výrazně se to projevilo ve sporu o projekt kostela na Novém Hradci Králové. Město si jej náležitě vážilo a svěřilo mu stavby, jež se podařilo vyjmout z pravomoci vojáků a působnosti pevnostních inženýrů. Zevním výrazem této vážnosti byla Kermerova volba do městské rady v roce 1778, kterou však stavitel „s ohledem na svou živnost“ odmítl.
Předpokládá se, že měl podíl na přestavbě hradeckých domů na Velkém a Malém náměstí. Kromě Hradce Králové byla jeho tvorba soustředěna na Novobydžovsko a do okresů Ústí nad Orlicí a Rychnov nad Kněžnou.

### Rodina
V Hradci Králové se také dvakrát oženil. S první manželkou Kateřinou (datum sňatku není známo) měl dvě děti. Starší dcera Marie Terezie se narodila 2. května 1751 a mladší syn František Antonín Petr dne 26. června 1753.
Druhá svatba proběhla 19. ledna 1779 v chrámu sv. Ducha v Hradci Králové. Jeho druhá žena Terezie (roz. Gallová) se narodila kolem roku 1721 a byl to pro ni už třetí sňatek. Manželé společně bydleli na Malém náměstí v dnešním č.p. 116 (tehdy č. 217) a oba tam zemřeli. František v roce 1786 a Terezie pět let po svém manželovi v roce 1791.
Syn zkráceně označovaný jako Antonín pokračoval v otcových šlépějích a vyučil se u něj stavitelem (výuční list vystaven 28. září 1778). V roce 1778 kopíroval plány vojenského špitálu a normální školy a tři roky později byl fortifikačním zednickým mistrem. Po svatbě s Annou Marií Huberovou se přestěhoval do domu č. 78, odkud pocházela. Do otcova domu se s rodinou přestěhoval po smrti své nevlastní matky. S manželkou měl tři dcery narozené v letech 1785, 1787 a 1792. Antonín zemřel dne 20. prosince 1811.

## Stavby

### Stavby jím realizované (doložené)
- kostel sv. Jakuba (Červený Kostelec, okres Náchod); 1744–1756[4]

- kostel sv. Vavřince (Velký Uhřínov, okres Rychnov nad Kněžnou); 1752–55[4]
- komplex hospodářských budov v Chlumci nad Cidlinou (okres Hradec Králové); 1760
- rektorát u semináře sv. Jana Nepomuckého v Hradci Králové
- kostel sv. Ondřeje (Třebechovice pod Orebem, okres Hradec Králové)[4]
- kostel svatého Antonína Poustevníka (Hradec Králové); po 1766
- kostel sv. Petra a Pavla (Kněžice, okres Nymburk); 1769–79
- kostel sv. Jakuba (Metličany, Nový Bydžov, okres Hradec Králové); 1769–79 (patrně podle projektu Kiliána Ignáce Dientzenhofera)[4]
- kostel sv. Mikuláše (Žíželeves, okres Hradec Králové); 1769–77
- kostel sv. Víta (Častolovice, okres Rychnov nad Kněžnou); 1770–75[4]
- vjezdová brána u semináře sv. Jana Nepomuckého v Hradci Králové; 1776
- kostel sv. Kateřiny (České Meziříčí, okres Rychnov nad Kněžnou); 1748-52[4]

### Stavby, které mu jsou připisované (ale nedoložené)
- kostel sv. Klimenta (Dobřenice, okres Hradec Králové); 1740
- kostel sv. Jana Nepomuckého (Ohařice, okres Jičín); 1751–52
- kostel sv. Gotharda (Žehuň, okres Nymburk); 1753-62
- prodloužení lodi a stavba věže kostela sv. Kateřiny (Kunčice, okres Ústí nad Orlicí); 1761
- kostel sv. Matouše (Dolany, okres Jičín); 1765
- kostel sv. Isidora (Plotiště nad Labem, okres Hradec Králové); 1773
- kostel Proměnění Páně (Sudslava, okres Ústí nad Orlicí); 1770-72
- kostel Proměnění Páně (Chlum, okres Hradec Králové); 70. léta 18. stol.
- kostnice u katedrály sv. Ducha (Hradec Králové); 1777
- kostel sv. Jiří (Loučná Hora) (okres Hradec Králové); 1780
- kostel sv. Dionýsia (Chomutice, okres Jičín); 1780-82
- kostel sv. Martina (Zámrsk, okres Ústí nad Orlicí); 1780–82
- kostel sv. Bartoloměje Boharyně (okres Hradec Králové); 1783
- kostel Nanebevzetí P. Marie (Lukavice, okres Rychnov nad Kněžnou); 1783-84
- kostel sv. Jiří (Javornice, okres Rychnov nad Kněžnou); 1785-87

### Stavby, které opravoval či upravoval
- oprava staré radnice v Hradci Králové; 1742
- přestavba zámku v Chvalkovicích (Chvalkovice, okres Náchod); 1753
- kostel sv. Stanislava (Smidary, okres Hradec Králové); 1753
- kostel sv. Apolináře (Chleby, okres Nymburk); 1755
- pozdně barokní úprava zámku v Chroustovicích (okres Chrudim)
- opravy, včetně nového zaklenutí jezuitského kostela Nanebevzetí P. Marie v Hradci Králové; 1762–65
- úprava interiéru zámku ve Smiřicích (okres Hradec Králové); 1762–66
- úprava poutního kostela P. Marie Bolestné na Homoli (okres Rychnov nad Kněžnou); kol. r. 1766
- oprava starého zámku a stavba kostela sv. Jiří v Kostelci nad Orlicí (okres Rychnov nad Kněžnou); 1768–78
- přístavba bývalého cisterciáckého kláštera v Sedlci u Kutné Hory; před 1769
- připisuje se mu oprava kostela sv. Vavřince v Opatovicích nad Labem (okres Hradec Králové); po 1769
- klenba v presbytáři a úprava kostela Zvěstování P. Marie v Ličně (okres Rychnov nad Kněžnou); 1774–80
- oprava kostela sv. Vavřince ve Vysokém Mýtě (okres Ústí nad Orlicí); 1977
- úprava západního průčelí kostela sv. Kateřiny v Písečné (okres Ústí nad Orlicí); 1781–82
- přestavba staré radnice v Hradci Králové
- přestavba lodi kostela sv. Mikuláše v Týništi nad Orlicí (okres Rychnov nad Kněžnou)